# Arewaszat
Arewaszat – wieś w Armenii, w prowincji Armawir. W 2011 roku liczyła 1917 mieszkańców.